# Yvandro Borges Sanches
Yvandro Borges Sanches (Cidade de Luxemburgo, 24 de maio de 2004) é um futebolista luxemburguês que atua como atacante. Atualmente joga pelo Heracles Almelo e pela Seleção Luxemburguesa.

## Carreira
Formado no RCFU Luxembourg, Borges Sanches chegou ao Borussia Mönchengladbach em 2020 e fez sua estreia num amistoso contra o Bayern de Munique, em setembro de 2021. Alternando entre os times principal, reserva e de base, estreou de forma oficial com a camisa dos Potros em julho de 2022, na vitória por 9 a 1 sobre o SV Oberachern, pela Copa da Alemanha, enquanto o primeiro jogo pela Bundesliga foi em setembro do mesmo ano, no empate sem gols com o Freiburg.

## Seleção Luxemburguesa
De origem cabo-verdiana, Borges Sanches representou as seleções de base de Luxemburgo entre 2018 e 2021, ano em que foi convocado pela primeira vez ao time principal. Sua estreia com a camisa dos D'Roud Léiwen foi na derrota por 4 a 1 para a Sérvia, pelas eliminatórias da Copa de 2022, e marcou seu primeiro gol no amistoso frente ao Catar, também em setembro de 2021.

## Estatísticas pela Seleção
| #  | Data                  | Local                                              | Rival                | Placar | Resultado | Competição                                      |
| -- | --------------------- | -------------------------------------------------- | -------------------- | ------ | --------- | ----------------------------------------------- |
| 1. | 7 de setembro de 2021 | Estádio de Luxemburgo, Cidade de Luxemburgo        | Catar                | 1–0    | 1–1       | Amistoso                                        |
| 2. | 20 de junho de 2023   | Estádio Bilino Polje, Zenica, Bósnia e Herzegovina | Bósnia e Herzegovina | 1–0    | 2–0       | Eliminatórias para a Eurocopa de 2024 (Grupo J) |
| 3. | 8 de setembro de 2023 | Estádio de Luxemburgo, Cidade de Luxemburgo        | Islândia             | 2–0    | 3–1       | Eliminatórias para a Eurocopa de 2024 (Grupo J) |